# Lubnica (Koncse)
Lubnica (macedónul: Лубница) település Észak-Macedóniában, a Délkeleti körzetben, a Koncsei járásban.

## Népesség
| Lakosok száma | 599  | 646  | 592  | 595  | 444  | 374  | 366  | 361  | 252  |
|               | 1948 | 1953 | 1961 | 1971 | 1981 | 1991 | 1994 | 2002 | 2021 |

- 2002-ben 361 lakosa volt, akik közül 359 macedón, 1 szerb és 1 egyéb.